# Trem suburbano de Adelaide
O Metropolitano de Adelaide é um sistema de metropolitano que serve a cidade australiana de Adelaide.